# Andrena exigua
Andrena exigua là một loài Hymenoptera trong họ Andrenidae. Loài này được Erichson mô tả khoa học năm 1835.